# Lubiszewo Tczewskie
Lubiszewo Tczewskie [lubiˈʂɛvɔ ˈtt͡ʂɛfskʲɛ] (kaschubisch Lubiszéwò, deutsch Liebschau) ist ein Dorf in der Landgemeinde Tczew im Powiat Tczewski (Dirschau) der polnischen Woiwodschaft Pommern.

## Lage
Lubiszewo Tczewskie liegt im Süden der Landgemeinde Tczew, etwa 2 km südwestlich von Tczew und 32 km südlich der Regionalhauptstadt Danzig. Das Dorf liegt im Motława-Szpęgawa-Tal an der DW 224. In der Nähe des Dorfes befindet sich die Straßenkreuzung Stanisławie der Autostrada A1 mit der DW 224.
Lubiszewo Tczewskie befindet sich in der ethnokulturellen Region Kociewie in der historischen Region Pommerellen. Südwestlich des Dorfes befinden sich die runden Kuppen der Liebschauer Hügel (Drumlin).

## Geschichte

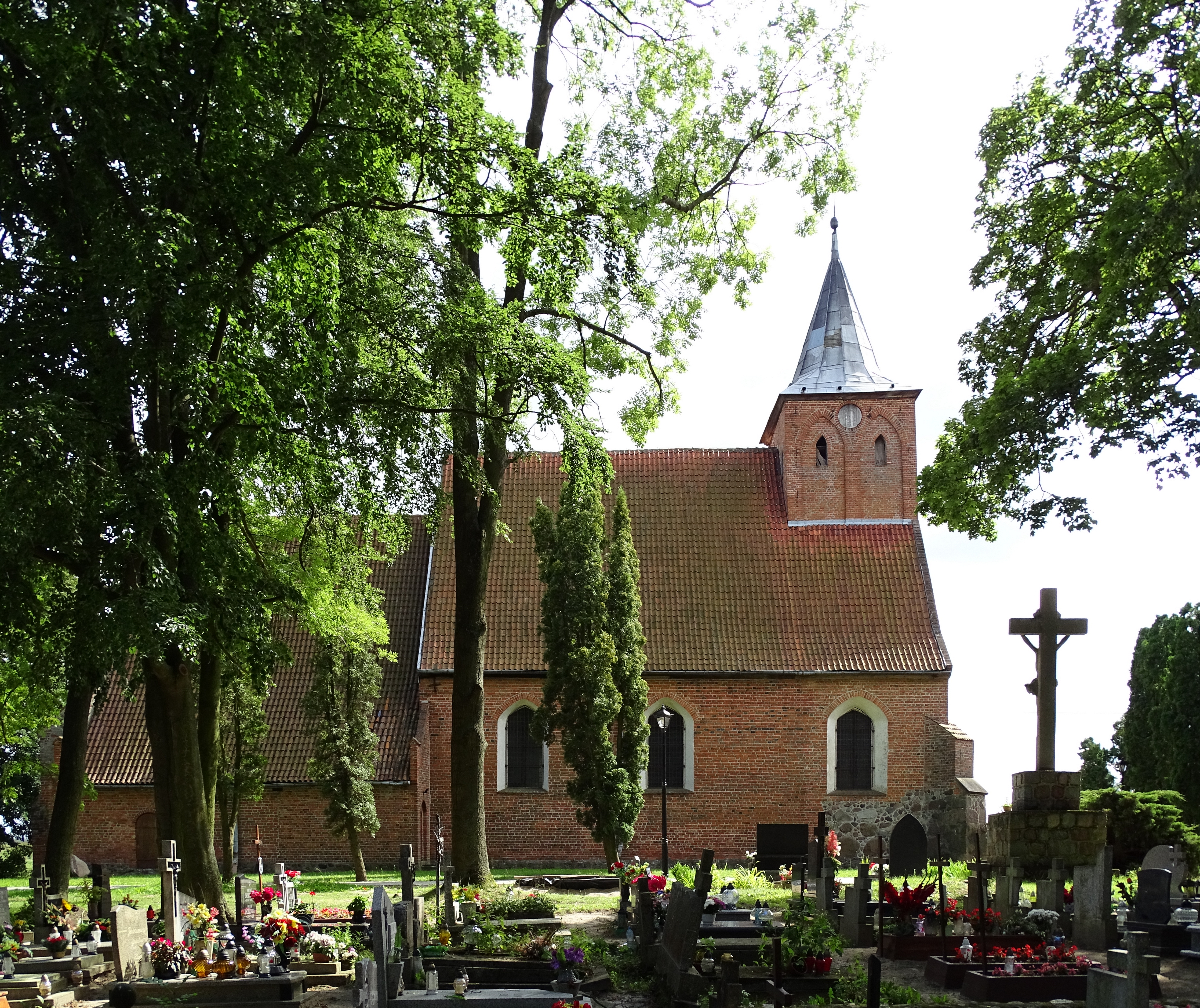
Dreifaltigkeits-Kirche in Lubiszewo Tczewskie, Römisch-katholische Pfarrkirche der Heiligen Dreifaltigkeit, 1348 errichtet, 1823 umgebaut.

Lubiszewo Tczewskie/Liebschau war ein königliches Dorf der polnischen Krone, das heute administrativ im Landkreis Tczew in der Woiwodschaft Pommern liegt.
Im frühen Mittelalter gab es in Lubiszewo eine pommersche Fürstenhochburg, die einige Zeit (bis 1253) als Hauptstadt eines der Fürstentümer des Bezirks diente. 1198 erfolgte die erste Erwähnung der Dreifaltigkeits-Kirche: Der pommersche Herzog Grzymisław II. erteilte dem Johanniterorden in Starogard Gdański die Schirmherrschaft darüber. Im gleichen Zuge wurden schon Priester an der Kirche zu Liebschau erwähnt. 1253 verlegte Herzog Sambor II. seinen Sitz von Lubiszewo nach Tczew. Der Nachfolger, Mestwin II. von Pommern, verlieh den Johannitern 1278 das Dorf Liebschau frei von allen Lasten. Der Johanniterorden errichtete hier eine Komturei. 1370 verkauften die Johanniter alle ihre Güter in Pommerellen an den Deutschen Orden. Wahrscheinlich aus dieser Zeit datiert die Festung in Lubiszewo.
In der Nähe des Dorfes kam es zu mehreren Zusammenstößen, von denen die berühmtesten die Schlacht am Liebschauer See (auch Gefecht von Liebschau) am 17. April 1577 während des Danziger Krieges und die Schlacht bei Dirschau am 17. und 18. August 1627 während des Polnisch-Schwedischen Krieges (1600–1629) waren.
Um die Mitte des 17. Jahrhunderts wurden unter Stargard folgende Kirchen genannt: Stargard, Liebschau, Bruß, Wielle, Pelplin, Gartschin, Bobau, Hoch-Stüblau, Schönec, Kleschkau, Gr.-Gablau, Grabowo, Lesno, Kokoschken, Schadrau und Dombrowken.
1823 wurde der westliche Teil des Kirchenschiffs erweitert und ein Holzturm gebaut. Auf diese Weise erhielt das Gebäude das Aussehen, das es heute hat.
Nach dem Ersten Weltkrieg kam Lubiszewo Tczewskie wie der größte Teil Westpreußens infolge des Versailler Vertrags im Januar 1920 zu Polen.
Während des Zweiten Weltkriegs war der Ort von den Deutschen besetzt. Im Jahr 1941 vertrieben die Deutschen im Zuge der nationalsozialistischen »Lebensraum«-Politik mehrere polnische Bauern aus dem Dorf, deren Höfe an deutsche Kolonisten übergeben wurden.
Heute ist der Ort Teil der Gmina Tczew und Sitz eines Schulzenamtes (polnisch Sołectwo). Bis 1998 gehörte der Ort zur Woiwodschaft Danzig, seitdem zur Woiwodschaft Pommern. Lubiszewo Tczewski zählte im Jahr 2006 insgesamt 414 und am 31. März 2011 486 Einwohner.

## Sehenswürdigkeiten
- ein Vorgebirge am Nordufer des Sees
- In der Mitte des Dorfes (wahrscheinlich an der Stelle einer früheren Holzkirche) befindet sich eine gotische Dreifaltigkeits-Kirche aus der ersten Hälfte des 14. Jahrhunderts (im 19. Jahrhundert umgebaut) mit einem Turm aus dem Jahr 1573. Das Innere ist mit einer flachen Decke bedeckt, hauptsächlich finden sich Barock- und Rokoko-Dekorationen aus dem 18. Jahrhundert: der Hauptaltar und zwei Seitenaltäre; eine Kanzel in Form eines Segelboots, unterstützt von einem großen Anker und St. Piotr mit dem Netzwerk; ein Taufbecken in Form eines Wals, aus dessen Mündung Jona hervorgeht und ein Gefäß für Taufwasser hält. Die wertvollsten Elemente sind zwei gotische Skulpturen: die Gruppe von St. Dreifaltigkeit (Thron der Gnade) aus der Zeit um 1420 und die Figur der wundersamen Madonna aus der Zeit um 1380. Die letztere Figur wurde am 31. August 1997 mit päpstlichen Kronen gekrönt, und gleichzeitig wurde durch Bischofsverordnung das Sanktuarium Matki Bożej Pocieszenia (Heiligtum Unserer Lieben Frau vom Trost) in Lubiszewo errichtet.
- ein Getreidespeicher und mehrere Häuser aus der ersten Hälfte des 19. Jahrhunderts

## Persönlichkeiten
- Bolesław Piechowski (1885–1942), Glaubens-Märtyrer, gebürtig aus Osówek (Ossoweg), aus einer alten kaschubischen Familie in der Nähe von Brusy und Wiela, 1926–1939 Rektor in Liebschau, gepeinigt im KZ Sachsenhausen und im KZ Dachau, wo er am 12. August 1942 auf einem Invalidentransport starb, zum Gedenken an seinen Tod wurde in der Kirche in Lubiszewo ein Denkmal des Bildhauers Ignacy Zelek errichtet
- Alois Kewitsch, Klavier- und Harmoniumbauer in Warschau und Sankt Petersburg, 1851 in Liebschau geboren